# Vor dem neuen Tag
Vor dem neuen Tag ist ein US-amerikanischer Film-Noir von Fritz Lang. Neben den Hauptdarstellern Barbara Stanwyck, Paul Douglas und Robert Ryan spielte Marilyn Monroe in diesem Streifen ihre erste tragendere Rolle.

## Handlung
Nachdem sie sich jahrelang in der „großen, weiten Welt“ US-amerikanischer Großstädte eher erfolglos verwirklichen wollte und ihren eigenen Lebensweg zu realisieren versuchte, kehrt Mae Doyle als desillusionierte, abgekämpfte und reichlich zynisch gewordene Frau wieder in ihre verschlafene Heimatstadt an der kalifornischen Küste zurück. Ihr deutlich jüngerer Bruder Joe ist von ihrem Auftauchen nicht sonderlich begeistert, bringt Mae aber zunächst bei sich unter. Joe ist verliebt in die hübsche, junge Peggy, einer lasziven, mit ihren körperlichen Reizen vor seinen Kollegen nicht unbedingt geizenden Arbeiterin aus der ortsansässigen Fischkonservenfabrik, und er befürchtet, dass Peggy einmal so werden könnte, wie seine rebellische Schwester.
Mae lernt eines Tages einen Mann mittleren Alters kennen, den etwas behäbigen und teddybärhaften Jerry, auf dessen Fischboot Joe Arbeit gefunden hat. Jerry verliebt sich sofort in die Aufregung und Leidenschaft verheißende Mae, die ihn jedoch in seiner Einfachheit und Klarheit als eher unaufregend um nicht zu sagen langweilig empfindet. Dennoch nimmt sie seinen Heiratsantrag an und wird Jerrys Ehefrau. Mae bringt bald ein Kind zur Welt, das ihr einen flüchtigen Moment von Angekommensein und Glück verheißt. Dennoch bleibt tief in ihr drin eine nicht weiter zu definierende Unruhe und Unzufriedenheit. Das Leben einer braven Ehefrau, eines Heimchens am Herd, ist einfach nicht das Ihre. Die innere Unstetigkeit kehrt zurück, und Mae beginnt sich wieder neu zu orientieren. Da ist der drahtige, sehnige Earl Pfeiffer, ein Freund Jerrys, der schon in seiner optischen Erscheinung das absolute Gegenteil von ihrem Langweiler-Gatten ist. Earl verdient sich seinen Lebensunterhalt als Filmvorführer. Obwohl Mae genau weiß, dass der von seiner eigenen Ehefrau hintergangene Earl, den sie zunächst nicht einmal sonderlich mag und dessen Witze sie verabscheut, ein wenig wie sie ist – lebenshungrig und unstet, brutal und leidenschaftlich – beginnt sie mit ihm ein erotisches Liebesverhältnis.
Mae will daraufhin ihren Noch-Ehemann verlassen, Earl wiederum ist bereits von seiner Frau verlassen worden und somit frei für Mae. Für Jerry hätten Maes Veränderungen in ihrem Verhalten nicht völlig überraschend sein dürfen, hatte doch sein Onkel Vince bezüglich einer möglichen Affäre Maes mit Earl die eine oder andere zweideutige Andeutung gemacht. Erst als Jerry, der Vinces Worten zunächst nicht glauben wollte, von Mae selbst das Geständnis ihrer Untreue direkt ins Gesicht geschleudert bekommt, muss er sich der fürchterlichen Wahrheit stellen. Zum ersten Mal verlässt Jerry sein von Bequemlichkeit und Gutmütigkeit getragenes Lebensumfeld und er sucht die direkte Auseinandersetzung mit seinem ehemals besten Freund und nunmehrigen Rivalen Earl. Es kommt zu einer schweren Rauferei, bei der der zur Furie mutierte Jerry Earl beinah umbringt. Anschließend packt Jerry sein und Maes gemeinsames Kind und schafft das Baby auf sein Schiff.
Earl beschwört Mae, Jerry das Kleinkind zu überlassen und mit ihm fortzugehen. In Mae werden nun die Muttergefühle besonders stark, und sie beginnt zu erkennen, dass Earl letztlich nur an sich und seine eigenen Freuden denkt. Ihr Gefühl zu diesem Egoisten, so sieht sie jetzt ein, hatte viel mit Leidenschaft und dem Wunsch nach Abwechslung und dem Ausbruch aus dem Alltagseinerlei zu tun, jedoch nichts mit Liebe, wonach sie sich jetzt, endlich zur Ruhe gekommen, sehnt. Mae trennt sich daraufhin von Earl und kehrt zu Jerry zurück. Sie bittet ihren aufrichtigen Ehemann, ihr zu vergeben und es mit ihr noch einmal zu versuchen. Mae verspricht ihm, ab jetzt eine gute Ehefrau und Mutter zu sein. Jerry, der seine Frau noch immer liebt, gibt ihr diese zweite Chance und nimmt Mae zurück. Beide stehen vor einem neuen Tag, der neues Glück verheißt.

## Produktionsnotizen
Vor dem neuen Tag wurde in Monterey gedreht und erlebte am 16. Juni 1952 seine Uraufführung. Die deutsche Erstaufführung fand am 31. Oktober 1952 statt, die österreichische erst am 21. Mai 1954. Die deutsche Fernseherstausstrahlung erfolgte spätabends am 16. September 1972 in der ARD.
Carroll Clark und Albert S. D’Agostino zeichneten für die Filmbauten verantwortlich, Darrell Silvera für die Ausstattung. Constantin Bakaleinikoff übernahm die musikalische Leitung.
Der Film spielte in den USA 1,5 Millionen Dollar ein.

## Literarische Vorlage
„Clash by Night“, so der Originaltitel dieses Films, geht auf die gleichnamige Bühnenvorlage von Clifford Odets zurück, der seine Geschichte im Sommer 1941 auf Staten Island spielen lässt. Das zweiaktige Theaterstück lief in nur 49 Vorstellungen vom 27. Dezember 1941 bis zum 7. Februar 1942. Die Stanwyck-Rolle übernahm damals Tallulah Bankhead, ihren gutmütigen Ehemann spielte Lee J. Cobb. Maes Liebhaber Earl wurde damals von Joseph Schildkraut verkörpert. Der Earl der Filmfassung, Robert Ryan, übernahm in der Bühnenversion den Part von Maes Bruder Joe.

## Kritiken
Paimann’s Filmlisten resümierte: „Eine von Leben angeschlagene junge Frau zwischen zwei Männern, deren einen sie heiratet, den Gutmütigen mit seinem Freund betrügt, aber um ihres Kindes Willen zu ihrem Gatten zurückkehrt …, was nach der, im übrigen von Manuskript und Darstellung her echt gezeichneten, Mentalität der Heldin nicht recht überzeugt, wie andererseits das Auf und Ab ihrer Gefühle nicht zur Straffung der Handlung beiträgt. Plastisch wirkt die Umwelt des kleinen Fischerstädtchens, der … sarkastische Dialog.“

„Ein routiniert inszeniertes Melodram mit einer souverän spielenden Hauptdarstellerin. Bemerkenswert ist vor allem die Wahl des Schauplatzes: Fritz Lang fängt die Arbeitswelt des von der Fischerei lebenden Dorfes mit fast dokumentarischer Atmosphäre ein und schafft damit zugleich aber glaubwürdiges Gerüst für die Handlung.“

„Stimmungsvolle, gut gespielte Clifford Odets-Geschichte.“

„Absurd überzogenes Melodram der Anna Christie-Schule, voll bepackt mit Bedeutung und verbissen dargestellt von einer bemerkenswerten Besetzung.“

## Synchronisation
| Rolle                    | Darsteller       | Synchronsprecher |
| ------------------------ | ---------------- | ---------------- |
| Mae Doyle D’Amato        | Barbara Stanwyck | Gisela Trowe     |
| Jerry (Jeremias) D’Amato | Paul Douglas     | Wolf Martini     |
| Earl Pfeiffer            | Robert Ryan      | Curt Ackermann   |
| Peggy                    | Marilyn Monroe   | Margot Leonard   |
| Joe Doyle                | Keith Andes      | Harald Juhnke    |
| Papa D’Amato             | Silvio Minciotti | Walter Werner    |

Die Synchronisierung des Films führte die RKO Synchron Abteilung in Berlin 1952 durch.

## Belege
1. ↑  Clash by Night in der Internet Broadway Database, abgerufen am 23. Februar 2021 (englisch)
2. ↑  Vor dem neuen Tag. Paimann‘s Filmlisten
3. ↑  Vor dem neuen Tag im Lexikon des internationalen Films
4. ↑  Vor dem neuen Tag. In: Deutsche Synchronkartei. Abgerufen am 11. November 2021.